# Dennis Van Vaerenbergh
Dennis Eric Jan van Vaerenbergh (Asse, 26 juni 1998) is een Belgisch voetballer die als aanvaller voor KVK Ninove speelt.

## Carrière
Van Vaerenbergh speelde in de jeugd van FCV Dender EH en Club Brugge, en werd ook regelmatig geselecteerd voor Belgische jeugdelftallen. In het seizoen 2017/18 werd hij verhuurd aan FC Eindhoven. Hier debuteerde hij in het betaald voetbal op 15 september 2017, in de met 0-1 gewonnen uitwedstrijd tegen RKC Waalwijk. Hij kwam in de 85e minuut in het veld voor Mart Lieder. Van Vaerenbergh scoorde zijn eerste doelpunt in zijn tweede competitiewedstrijd voor FC Eindhoven, waarin met 4-3 werd verloren bij FC Dordrecht. Na een seizoen aan Eindhoven verhuurd te zijn, vertrok Van Vaerenbergh bij Club Brugge om bij FCV Dender EH te spelen. Hier speelde hij van 2018 tot 2020.
In 2020 tekende Van Vaerenbergh bij KVK Tienen. De amateurcompetities in België werden evenwel al vroeg stopgezet, waardoor quasi zijn volledige seizoen 2020/21 in rook opging. De wedstrijd tegen URSL Visé op 18 oktober 2020 werd zijn laatste officiële wedstrijd voor Tienen, want op 27 februari 2021 kondigde KSC Lokeren-Temse aan dat het Van Vaerenbergh voor het seizoen 2021/22.
Na één seizoen bij Lokeren-Temse, waar hij te kampen kreeg met zware concurrentie, verkaste Van Vaerenbergh naar KSC Dikkelvenne. Daar deed hij in zijn eerste seizoen 24 keer de netten trillen in de Tweede afdeling VV A. In het seizoen 2023/24 deed hij nauwelijks slechter met 19 competitiedoelpunten.

### Statistieken
| Seizoen                        | Club           | Land               | Competitie         | Competitie | Competitie | Beker | Beker | Europees | Europees | Totaal | Totaal |
| Seizoen                        | Club           | Land               | Competitie         | Wed.       | Dlp.       | Wed.  | Dlp.  | Wed.     | Dlp.     | Wed.   | Dlp.   |
| ------------------------------ | -------------- | ------------------ | ------------------ | ---------- | ---------- | ----- | ----- | -------- | -------- | ------ | ------ |
| 2017/18                        | Club Brugge    | Vlag van België    | Jupiler Pro League | 0          | 0          | 0     | 0     | 0        | 0        | 0      | 0      |
| 2017/18                        | → FC Eindhoven | Vlag van Nederland | Eerste divisie     | 19         | 1          | 2     | 0     | —        | —        | 21     | 1      |
| 2018/19                        | FCV Dender EH  | Vlag van België    | Eerste amateurs    | 21         | 1          | 0     | 0     | —        | —        | 21     | 1      |
| 2019/20                        | FCV Dender EH  | Vlag van België    | Eerste amateurs    | 18         | 3          | 0     | 0     | —        | —        | 18     | 3      |
| 2020/21                        | KVK Tienen     | Vlag van België    | Eerste nationale   | 3          | 0          | 0     | 0     | —        | —        | 3      | 0      |
| Carrièretotaal                 | Carrièretotaal | Carrièretotaal     | Carrièretotaal     | 61         | 5          | 2     | 0     | 0        | 0        | 63     | 5      |
| Bijgewerkt op 20 november 2020 |                |                    |                    |            |            |       |       |          |          |        |        |